# Monte Córdova
Monte Córdova ist eine überwiegend landwirtschaftlich geprägte Gemeinde (freguesia) im Kreis von Santo Tirso in Portugal mit 3848 Einwohnern (Stand 19. April 2021) und einer Fläche von 16,8 km².
In der Nähe befindet sich die keltische Siedlung Castro do Monte Padrão.